# Phellandren
Phellandren er navnet på to organiske forbindelser, som har en ensartet, molekylær struktur og sammenlignelige, kemiske egenskaber. α-Phellandren og β-phellandren er cykliske monoterpener, og de er dobbeltbundne isomerer. Hos α-phellandren findes de dobbelte bindinger som en del af ringstrukturen, men hos β-phellandren er findes den ene af dobbeltbindingerne uden for ringen. Begge stoffer er uopløselige i vand, men kan blandes med æter.
α-Phellandren blev navngivet efter Eucalyptus phellandra, der nu skal hedde Eucalyptus radiata, hvor stoffet først blev fundet. Det er også en bestanddel af olieblandingen Eucalyptus dives. β-Phellandren har man fundet i olien fra Almindelig Fennikel (Foeniculum vulgare) og i "Canada balsam", som er lavet ud fra Balsam-Ædelgran (Abies balsamea).
Phellandrenerne bruges i duftstoffer på grund af deres behagelige aroma. Duften af β-phellandren er blevet beskrevet som peberagtig menthol med lidt citrus.
α-Phellandren kan danne farlige og eksplosive peroxider, når den blandes med luft ved høj temperatur.